# XL Axiata

logo

PT XL Axiata Tbk (voorheen genaamd PT Excelcomindo Pratama Tbk) beter bekend als XL, is een Indonesische aanbieder van telecommunicatie. De dekking van XL omvat Java, Bali en Lombok, alsook de belangrijkste steden in Sumatra, Kalimantan en Sulawesi. XL biedt datacommunicatie, breedbandinternet en mobiele communicatie- en 3G-diensten via GSM 900, GSM 1800-netwerken aan. 
XL was de eerste particuliere exploitant van mobiele diensten in Indonesië.
Excelcomindo werd opgericht op 6 oktober 1989 onder de naam PT Grahametropolitan Lestari en was oorspronkelijk een handels- en dienstenmaatschappij. 
Aanvankelijk gebruikte XL GSM 900-technologie voor haar mobiele telefoondiensten. Later kreeg zij ook vergunningen voor het implementeren van een DCS 1800-netwerk, en om internetdiensten en VoIP aan te bieden. In 2006 kreeg XL een 3G-licentie en in september van hetzelfde jaar startte XL met het aanbieden van 3G-diensten.
XL heeft meer dan 13.000 GSM-masten in Indonesië. 
XL is een Vodafone Partner-Netwerk in Indonesië.